# NCIS: Los Angeles (9.ª temporada)
A nona temporada da série NCIS: Los Angeles estreou em 1 de Outubro de 2017 no CBS para a temporada de 2017-18. A temporada tem 24 episódios.

## Elenco

### Elenco Principal
| Ator/atriz           | Personagem              | Cargo                            | Principal |
| -------------------- | ----------------------- | -------------------------------- | --------- |
| Chris O'Donnell      | G. Callen               | Agente especial do NCIS          |           |
| LL Cool J            | Sam Hanna               | Agente Especial do NCIS          |           |
| Daniela Ruah         | Kensi Blye              | Agente Especial do NCIS          |           |
| Eric Christian Olsen | Marty Deeks             | Detetive de Ligação LAPD - NCIS  |           |
| Linda Hunt           | Henrietta "Hetty" Lange | Gerente de Operações do NCIS     |           |
| Barrett Foa          | Eric Beale              | Operador técnico do NCIS         |           |
| Renée Felice Smith   | Nell Jones              | Analista de Inteligência do NCIS |           |
| Nia Long             | Shay Mosley             | Diretor Assistente Executivo     |           |

### Elenco Recorrente
- Bar Paly como Anastasia "Anna" Kolcheck
- Vyto Ruginis como Arkady Kolcheck
- Andrea Bordeaux como Harley Hidoko
- Jeff Kober como Harris Keane
- Elizabeth Bogush como Joelle Taylor
- Ashley Spillers como Sydney Jones
- Malese Jow como Jennifer Kim (filha de Granger)

## Episódios
| N.º na série | N.º na temp. | Título                            | Dirigido por        | Escrito por                       | Exibição original      | Audiência (milhões) |
| --- | ------------ | --------------------------------- | ------------------- | --------------------------------- | ---------------------- | ------------------- |
| 193 | 1            | "Party Crashers"                  | John Peter Kousakis | R. Scott Gemmill                  | 1 de outubro de 2017   | 8.95                |
| Hetty entrega seus papéis de aposentadoria e desaparece. Shay Mosley chega a LA para supervisionar a equipe e faz mudanças, enquanto Sam insiste que Callen encontre um novo parceiro. Primeiras aparições de: Shay Mosley e Harley Hidoko                                                                                     |              |                                   |                     |                                   |                        |                     |
| 194 | 2            | "Se Murio El Payaso"              | Rick Tunell         | Kyle Harimoto                     | 8 de outubro de 2017   | 8.46                |
| Quando a filha de um notório contraventor chega a Los Angeles, Sam é enviado disfarçado com um investidor enquanto Callen e Anna rastreiam o último esquema da família. Personagem recorrente: Bar Paly como Anna Kolcheck |              |                                   |                     |                                   |                        |                     |
| 195 | 3            | "Assets"                          | Tawnia McKiernan    | Kyle Harimoto                     | 15 de outubro de 2017  | 8.65                |
| Durante a investigação do assassinato de uma Tenente da Marinha em licença em Los Angeles, a equipe do NCIS descobre que documentos sigilosos que ela contrabandeou para a cidade podem ter sido vendidos para um comprador estrangeiro. Enquanto isso, Sam decide vender sua casa.                                            |              |                                   |                     |                                   |                        |                     |
| 196 | 4            | "Plain Sight"                     | Dennis Smith        | Joseph C. Wilson                  | 22 de outubro de 2017  | 8.18                |
| Depois que armas com um valor de rua de US $ 1 milhão são roubadas, a equipe rastreia a evidência até um evento de caridade. Para investigar, Mosley é adicionada à lista de convidados e Callen e Sam se passam por sua equipe de segurança.                                                                                  |              |                                   |                     |                                   |                        |                     |
| 197 | 5            | "Mountebank"                      | Terrence O'Hara     | Jordana Lewis Jaffe               | 29 de outubro de 2017  | 7.50                |
| Sam se faz passar por investidor depois que um proeminente banqueiro com ligações com um oligarca russo é assassinado. Uma da identidades de Callen tem seu cartão de crédito roubado, e Mosley receia que isso aponte para algo maior.                                                                                        |              |                                   |                     |                                   |                        |                     |
| 198 | 6            | "Can I Get a Witness?"            | James Hanlon        | Chad Mazero                       | 5 de novembro de 2017  | 8.03                |
| A Detetive Whiting do LAPD pede um favor a Deeks quando seu antigo parceiro Bates age clandestinamente e apenas Deeks pode trazê-lo de volta. |              |                                   |                     |                                   |                        |                     |
| 199 | 7            | "The Silo"                        | James Whitmore, Jr. | Frank Military                    | 12 de novembro de 2017 | 7.86                |
| Quando um Capitão da Força Aérea que namorou Kensi dez anos antes viola uma instalação de lançamento de mísseis, ela é levada ao local para ajudar a impedir o roubo de armas nucleres. |              |                                   |                     |                                   |                        |                     |
| 200 | 8            | "This Is What We Do"              | John Peter Kousakis | R. Scott Gemmill                  | 19 de novembro de 2017 | 6.95                |
| Quando um grupo de migrantes e oficiais da Patrulha da Fronteira são abatidos perto de Camp Pendleton, o time descobre que os assassinos estão a mando de um de seus antigos inimigos. Nell deve trabalhar com sua irmã mais velha e mandona Sydney, analista da Segurança Interna.                                            |              |                                   |                     |                                   |                        |                     |
| 201 | 9            | "Fool Me Twice"                   | Benny Boom          | Andrew Martels                    | 26 de novembro de 2017 | 7.64                |
| Callen e a equipe questionam a história de Joelle após ela escapar de um sequestro e pedir ajuda a Callen. Personagem recorrente: Elisabeth Bogush como Agente da CIA Joelle Taylor |              |                                   |                     |                                   |                        |                     |
| 202 | 10           | "Forasteira"                      | Eric Pot            | Erin Broadhurst                   | 10 de dezembro de 2017 | 7.53                |
| A equipe rastreia uma assaltante determinada a vingar a morte de seu pai matando um diplomata brasileiro. Enquanto isso, Deeks ajuda Guy, namorado de sua mãe, depois que ele é vítima de um roubo. |              |                                   |                     |                                   |                        |                     |
| 203 | 11           | "All Is Bright"                   | Ruba Nadda          | Chad Mazero                       | 17 de dezembro de 2017 | 7.21                |
| A equipe investiga um ataque de ransomware que interrompe a rede elétrica e paralisa a cidade. Sam tenta achar uma maneira de sua família celebrar o Natal após a morte de Michele. |              |                                   |                     |                                   |                        |                     |
| 204 | 12           | "Under Pressure"                  | Diana C. Valentine  | Joe Sachs                         | 7 de janeiro de 2018   | 7.87                |
| Depois que napalm é detectado em uma cena de crime, a equipe investiga a única vítima por possíveis ligações com o terrorismo. |              |                                   |                     |                                   |                        |                     |
| 205 | 13           | "Các Tù Nhân"                     | James Hanlom        | R. Scott Gemmill                  | 14 de janeiro de 2018  | 9.12                |
| Eric e Nell encontram uma pista misteriosa deixada por Hetty em um livro, que aponta para a cidade de Ho Chi Minn, no Vietnã. |              |                                   |                     |                                   |                        |                     |
| 206 | 14           | "Goodbye, Vietnam"                | John Peter Kousakis | R. Scott Gemmill                  | 11 de março de 2018    | 8.03                |
| A equipe OSP precisa trabalhar com a antiga unidade de Hetty para localizá-la, enquanto Eric e Nell trabalham com Sydney em busca de informações que possam ajudar a equipe. |              |                                   |                     |                                   |                        |                     |
| 207 | 15           | "Liabilities"                     | Lily Mariye         | Kyle Harimoto                     | 18 de março de 2018    | 8.02                |
| A investigação de um caso antigo leva a equipe a Jennifer Kim, a filha distante de Granger, que pode ser a única capaz de impedir que um agente norte-coreano renegado pratique um ataque terrorista em Los Angeles. Hetty faz reajustes no escritório da OSP após seu retorno. Callen e Sam descobrem que Granger está morto. |              |                                   |                     |                                   |                        |                     |
| 208 | 16           | "Warrior of Peace"                | Terence Nightingall | Andrew Bartels                    | 25 de março de 2018    | 8.58                |
| O pai de Callen é apreendido como parte de uma troca por dois fotógrafos americanos mantidos reféns no Irão. |              |                                   |                     |                                   |                        |                     |
| 209 | 17           | "The Monster"                     | Dennis Smith        | Adam George Key & Frank Military  | 1 de abril de 2018     | 7.12                |
| Ao investigar o caso de uma pessoa desaparecida, a equipe descobre um assassino que faz um show para voyeuristas que pagam muito. |              |                                   |                     |                                   |                        |                     |
| 210 | 18           | "Vendetta"                        | James Withmore, Jr. | Jordana Lewis Jaffe               | 8 de abril de 2018     | 8.14                |
| O NCIS une-se à ATF quando um notório traficante internacional de armas retorna aos EUA. |              |                                   |                     |                                   |                        |                     |
| 211 | 19           | "Outside the Lines"               | Suzanne Saltz       | Joseph C. Wilson                  | 22 de abril de 2018    | 7.57                |
| Sam e Hidoko são enviados disfarçados após uma fazenda de criptografia ser roubada em mais de 10 milhões de dólares em bitcoins. |              |                                   |                     |                                   |                        |                     |
| 212 | 20           | "Reentry"                         | Eric Pot            | Lee A. Carlisle & Andrew Bartels  | 29 de abril de 2018    | 7.62                |
| A equipe busca um componente altamente secreto desaparecido após um lançamento de foguete mal sucedido. |              |                                   |                     |                                   |                        |                     |
| 213 | 21           | "Where Everybody Knows Your Name" | Rick Tunell         | Chad Mazero & Jordana Lewis Jaffe | 6 de maio de 2018      | 7.71                |
| O OSP trabalha em conjunto com o FBI para investigar a morte de um fuzileiro aparentemente vítima de overdose de drogas. |              |                                   |                     |                                   |                        |                     |
| 214 | 22           | "Venganza"                        | Yangzom Brauen      | Erin Broadhurst & Kyle Harimoto   | 13 de maio de 2018     | 7.32                |
| O NCIS investiga o assassinato de uma presidiária, filha adotiva de um notório falsificador. Callen é intimado pela Corregedoria da AFT para discutir as ações de Anna Kolcheck durante uma investigação conjunta das duas agências.                                                                                           |              |                                   |                     |                                   |                        |                     |
| 215 | 23           | "A Line in the Sand"              | Frank Military      | Frank Military                    | 20 de maio de 2018     | 7.82                |
| Após Sam ser baleado em um tiroteio contra um cartel, um suspeito fornece pistas sobre a localização do contrabandista de armas Spencer Williams, que está com o filho de Mosley. A equipe se preocupa que ela possa cruzar a linha para ter seu filho de volta.                                                               |              |                                   |                     |                                   |                        |                     |
| 216 | 24           | "Ninguna Salida"                  | John Peter Kousakis | Joe Sachs & R. Scott Gemmill      | 20 de maio de 2018     | 7.82                |
| Hidoko desaparece no México ao procurar o filho de Mosley. Callen comanda uma equipe dividida numa ousada missão de resgate no México, da qual talvez nem todos sairão com vida. |              |                                   |                     |                                   |                        |                     |

## Audiências
| No. | Episódio               | Data de emissão        | 18-49 rating | Audiência (em milhões) |
| --- | ---------------------- | ---------------------- | ------------ | ---------------------- |
| 1   | "Party Crashers"       | 1 de Outubro de 2017   | 1.3/4        | 8.95                   |
| 2   | "Se Murio El Payaso"   | 8 de Outubro de 2017   | 1.0/4        | 8.46                   |
| 3   | "Assets"               | 15 de Outubro de 2017  | 1.1/4        | 8.65                   |
| 4   | "Plain Sight"          | 22 de Outubro de 2017  | 1.1/3        | 8.18                   |
| 5   | "Mountebank"           | 29 de Outubro de 2017  |              |                        |
| 6   | "Can I Get a Witness?" | 5 de Novembro de 2017  |              |                        |
| 7   | "The Silo"             | 12 de Novembro de 2017 |              |                        |
| 8   | "This Is What We Do"   | 19 de Novembro de 2017 |              |                        |